# Vaccin à ARN
Un vaccin à ARN, ou vaccin à ARN messager, est un type de vaccin activant le système immunitaire adaptatif au moyen d'ARN messagers dont la séquence nucléotidique code une protéine identique ou semblable à un antigène d'agent pathogène ou à un antigène tumoral (en). Cette protéine est produite directement dans les cellules cibles par traduction de l'ARN messager contenu dans le vaccin, et est reconnue par le système immunitaire de l'organisme, qui réagit en produisant des anticorps dirigés contre l'agent pathogène ou le cancer qu'on cherche à neutraliser. L'ARN messager peut être nu, c'est-à-dire délivré directement en solution, ou bien encapsulé (en) dans des nanoparticules lipidiques ; des virus à ARN sont également étudiés comme vecteurs possibles de vaccins à ARN.
Ce type de vaccins présente certains avantages sur les vaccins à ADN du point de vue de la fabrication, du mode d'administration aux patients et de la sécurité d'utilisation,, et a pu montrer des effets prometteurs lors d'essais cliniques sur les humains. Les vaccins à ARN pourraient également présenter un intérêt contre certains cancers. Plusieurs laboratoires pharmaceutiques tels que CureVac et Moderna développent de tels vaccins, dont plusieurs depuis début 2020 contre la COVID-19. Le vaccin Tozinaméran, développé par BioNTech et Pfizer, a reçu le 2 décembre 2020 au Royaume-Uni la première autorisation pour l'utilisation grand public d'un vaccin à ARN de la part d'un organisme national de régulation des médicaments.
En octobre 2023, Katalin Karikó et Drew Weissman remportent le prix Nobel de médecine pour leurs découvertes ayant permis la mise au point de vaccins ARNm efficaces contre la Covid-19.

## Production
Un vaccin à ARN est généralement fabriqué par transcription in vitro. L'ARN peut être injecté dans la cellule par transfection, électroporation (électroperméabilisation), biolistique ou transfert adoptif de cellules ex vivo. La transfection peut être réalisée à l'aide de nanoparticules lipidiques,, de peptides de pénétration cellulaire, de protéines et de polymères. On peut également utiliser des nanoparticules d'or d'environ 80 nm de diamètre,,. Ces structures sont nécessaires pour favoriser l'absorption par les cellules de l'ARN, qui est instable in vivo. L'ARN absorbé par transfection pénètre dans la cellule par endocytose médiée par des récepteurs,. L'absorption cellulaire en culture ne permet de présager que faiblement de l'absorption cellulaire in vivo et il n'y a aucune corrélation entre l'absorption en culture cellulaire et l'effet vaccinal observé in vivo, de sorte que ce dernier ne peut être évalué avant la phase d'essais cliniques.

## Règlementation
Au sein de l'Union européenne, les vaccins à ARN luttant contre les maladies infectieuses sont considérés comme des médicaments biologiques et plus précisément comme des médicaments immunologiques au sens de la directive 2001/83/CE consolidée.

## Mode d'action

Mécanisme d'action d'un vaccin à ARN

La production d'antigène dans le cytosol de la cellule conduit, après clivage par des protéases, à présenter les épitopes de l'antigène au complexe majeur d'histocompatibilité de classe I, qui active l'immunité cellulaire, et au complexe majeur d'histocompatibilité de classe II, qui active l'immunité humorale.
Un ARN messager peut être traduit en un nombre de protéines d'autant plus élevé que cet ARNm est stable. La demi-vie biologique d'un ARNm peut varier de quelques minutes, par exemple pour des protéines régulatrices, à quelques heures. Elle peut être allongée par la présence d'une coiffe à l'extrémité 5’, de régions non traduites 5'-UTR et 3'-UTR, et d'une queue Poly(A) qui retardent l'action des ribonucléases et augmentent donc la quantité d'antigène produite.
Une extension limitée de la demi-vie biologique, et donc de la quantité d'antigène produite, peut être obtenue à l'aide d'ARN auto-amplificateurs qui stimulent leur propre expression génétique,,. Ceci doit permettre de réduire la quantité d'ARN utilisée pour la vaccination sans réduire l'effet vaccinal, 50 ng d'ARN ayant été décrits comme suffisants pour produire une vaccination effective.
Les ARN auto-amplificateurs étant sensiblement plus grands que les ARN messagers, le mécanisme d'absorption cellulaire de tels ARN peut être différent. Des adjuvants peuvent améliorer la réponse immunitaire, et ces vaccins sont plus efficaces lorsqu'ils sont formulés avec l'adjuvant MF59 dans une nanoémulsion cationique ayant un diamètre de gouttelettes inférieur à 100 nm.

## Modes d'administration
Les modes d'administration peuvent grossièrement être classés en ex vivo et in vivo selon que le transfert de l'ARNm aux cellules est réalisé respectivement à l'extérieur de l'organisme ou à l'intérieur de celui-ci.

### Ex vivo
Les cellules dendritiques sont des phagocytes du système immunitaire qui présentent des antigènes sur leur membrane plasmique, d'où des interactions avec les lymphocyctes T qui déclenchent une réponse immunitaire. Il est possible d'introduire l'ARNm vaccinal dans les cellules dendritiques prélevées sur un patient puis de réinjecter ces cellules dendritiques ainsi modifiées pour qu'elles expriment l'antigène et sollicitent le système immunitaire afin de réaliser la vaccination.

### In vivo
L'intérêt pour le mode d'administration in vivo croît progressivement depuis la découverte de l'expression in vivo d'ARN messagers transcrits in vitro  après administration directe au patient. Ces techniques présentent plusieurs avantages par rapport à l'administration ex vivo, principalement en évitant la collecte coûteuse des cellules dendritiques des patients et en imitant une infection par un agent infectieux. Il reste cependant plusieurs obstacles à franchir avant de pouvoir faire de cette approche un mode d'administration efficace et sûr. Il faut commencer par limiter la dégradation de l'ARN vaccinal par les ribonucléases destinées à protéger les cellules des acides nucléiques étrangers. Il faut ensuite permettre à l'ARN vaccinal de diffuser dans les cellules afin qu'il ne soit pas éliminé par les processus cellulaires avant d'avoir pu être traduit en antigène.
L'absorption d'ARNm est connue depuis 2007, et l'utilisation d'ARN comme vaccin a été découverte dans les années 1990 sous forme d'ARNm auto-amplificateur. Il est apparu que les différentes voies d'injection (sous-cutanée, intraveineuse, intramusculaire, etc.) se traduisent par des niveaux d'absorption d'ARNm différents, ce qui fait du mode d'injection un choix déterminant de l'administration du vaccin. On a pu montrer que l'injection dans les ganglions lymphatiques conduisent à la réponse aux lymphocytes T la plus élevée. L'administration des ARNm auto-amplificateurs peut cependant différer sensiblement de cette approche car ce sont en pratique des molécules bien plus grosses.
L'encapsulation de l'ARN messager dans des nanoparticules lipidiques est intéressante à plusieurs titres. Tout d'abord, la couche lipidique protège l'ARN de la dégradation, ce qui accroît la quantité d'antigène produit. De plus, sa composition permet de cibler des cellules précises de l'organisme à l'aide de ligands. La mise au point de tels vaccins est cependant difficile, avec une absence de corrélation entre l'absorption cellulaire d'ARNm observée in vitro et celle observée in vivo. Les nanoparticules peuvent être administrées et véhiculées dans l'organisme par différentes voies, comme la perfusion intraveineuse ou par le système lymphatique.

### Vecteur viral
Outre les méthodes d'administration non virales, on a également modifié des virus à ARN pour induire un effet vaccinal. Les virus généralement utilisés à cette fin sont par exemple des rétrovirus, des lentivirus, des alphavirus et des rhabdovirus, chacun ayant ses spécificités. Plusieurs essais cliniques ont employé de tels virus contre diverses maladies sur des modèles animaux tels que les souris, les poulets et les primates,,.

## Avantages et risques par rapport aux vaccins à ADN
Par rapport aux vaccins à ADN, l'intérêt des vaccins à ARN est qu'ils sont traduits dans le cytosol des cellules, ce qui les dispense de devoir pénétrer dans les noyaux cellulaires et écarte le risque de voir leur matériel génétique être incorporé au génome de l'hôte,. Il est en outre possible d'optimiser le cadre de lecture ouvert (ORF) et les régions non traduites (UTR) des ARN messagers, par exemple en augmentant leur taux de GC ou en sélectionnant des régions non traduites connues pour favoriser la traduction. Un cadre de lecture ouvert supplémentaire peut également être ajouté pour fournir un mécanisme de réplication amplifiant la traduction en antigène, ce qui donne un ARN auto-amplificateur qui réduit la quantité initiale d'ARN nécessaire pour obtenir l'effet désiré.
Le principal risque des vaccins à ARN est celui du déclenchement d'une réponse immunitaire excessive par activation du système immunitaire inné,. La réponse immunitaire innée est activée par liaison de l'ARN aux récepteurs de type Toll, comme la protéine TLR7, à la protéine RIG-I (en) et la protéine kinase R (en). On atténue ce risque en concevant des ARN messagers ayant des séquences semblables à celles produites par les cellules de mammifères et en introduisant, dans l'ARN messager, des nucléosides modifiés, comme la pseudouridine, la 5-méthylcytidine ou des nucléosides 2’-O-méthylés,, comme la 2’-O-méthyladénosine, ce qui a pour effet de limiter la réponse immunitaire contre cet ARN étranger, et donc de retarder sa dégradation, d'où un meilleur taux de traduction en antigène. On peut également optimiser les codons et utiliser certaines régions non traduites,, ce qui ralentit également la dégradation de l'ARN. Par ailleurs, la présence de traces d'ARN bicaténaire contaminant les préparations d'ARNs produits in vitro peuvent déclencher une interférence par ARN, ce qui peut conduire à la dégradation prématurée de l'ARN vaccinal et réduire sa durée d'action, imposant une purification en plusieurs étapes,. L'ARN bicaténaire indésirable peut être éliminé par traitement à la RNAse III ou à moindre frais par adsorption sur la cellulose.
Certains vaccins à ARN peuvent également produire une forte réponse immunitaire avec des interférons de type I, associés à l'inflammation ainsi qu'à des manifestations auto-immunes, ce qui fait des personnes sujettes aux maladies auto-immunes des sujets potentiellement à risque pour ces vaccins.
Par ailleurs, l'ARN extracellulaire est connu pour être un facteur favorisant la coagulation sanguine et augmentant la perméabilité de l'endothélium. L'accroissement de la perméabilité endothéliale peut entraîner un œdème et stimuler la coagulation sanguine, ce qui entraîne un risque de formation de thrombus, d'où des risques d'infarctus (notamment d'infarctus cérébral), de thrombose ou encore d'embolie pulmonaire. L'ARN qui se retrouve dans le sang est toutefois détruit très rapidement par des RNases et il n'est pas internalisé efficacement dans les cellules.

## Essais cliniques

### Contre la Covid-19
Plusieurs vaccins à ARN potentiels pour protéger du SARS-CoV-2 et de la COVID-19 sont étudiés depuis le début de l'année 2020.
- mRNA-1273 de Moderna — Le 16 mars 2020, le laboratoire américain Moderna lance un essai clinique pour son vaccin mRNA-1273, en collaboration avec le Vaccine Research Center (VRC) du National Institute of Allergy and Infectious Diseases (NIAID), institut des National Institutes of Health (NIH). Ce vaccin contient l'ARN messager de la protéine S avec laquelle les coronavirus se lient aux cellules épithéliales. L'ARN messager est intégré à des nanoparticules lipidiques (cholestérol, distéaroyl-phosphatidylcholine (DSPC) et DMG-PEG 2000), qui sont administrées par injection intramusculaire[48].

Les cellules qui absorbent cet ARN messager produisent la protéine S du SARS-CoV-2. Celle-ci est reconnue comme corps étranger par le système immunitaire, qui stimule la formation d'anticorps protecteurs. Un essai clinique de phase 2 se déroule au printemps 2020 sur un grand nombre de sujets, la phase 3 avec des doses comprises entre 25 et 100 µg devant débuter en juillet selon le laboratoire.
En novembre 2020, le médecin en chef de Moderna, Tal Zaks, déclare que « le public ne devrait pas « surinterpréter » les résultats des essais de vaccins et supposer que la vie pourrait revenir à la normale après la vaccination ».
Les résultats des essais montrent que le vaccin peut empêcher une personne de tomber malade ou « gravement malade » du Covid-19, mais ne montrent pas que le vaccin empêche la transmission du virus.
- BNT162 de BioNTech — Le 22 avril 2020, l'Institut Paul Ehrlich (en) (PEI) approuve le premier essai clinique d'Allemagne pour un vaccin à ARN, le BNT162 de BioNTech[52]. Les types d'ARNm retenus sont l'ARNm contenant l'uridine (uRNA), l'ARNm à nucléosides modifiés (modRNA) et l'ARNm auto-amplificateur (saRNA) avec une forte immunogénicité. Les nanoparticules lipidiques (LNP) sont utilisées comme réactifs de transfection de l'ARNm. Ces nanoparticules lipidiques sont stables après l'injection et peuvent pénétrer dans les cellules avec l'ARNm[53]. Cet ARNm génère une forte réponse en anticorps et une forte réponse en lymphocytes T (CD8, CD4). L'essai clinique de phase 1 de BioNTech a débuté le 29 avril 2020[54].

Pfizer et BioNtech partagent les résultats finaux de leur vaccin contre le coronavirus, BNT162b2, dans un communiqué de presse paru le 18 novembre 2020. Selon la société pharmaceutique, BNT162b2 a démontré une efficacité supérieure à 90 % pour prévenir la Covid-19, sept jours après une seconde injection. Le communiqué de presse, qui n'est pas accompagné d'une publication scientifique des résultats, indique que la protection est atteinte 28 jours après la première immunisation et nécessite un seul rappel.
- CVnCoV de CureVac — CureVac a reçu le 17 juin 2020 l'accord de l'Institut Paul Ehrlich (en) (PEI) et de l'Agence fédérale des médicaments et des produits de santé (AFMPS) de Belgique pour l'essai clinique de phase 1 de son programme de vaccination pour la prévention du COVID-19. Le vaccin potentiel donne une réponse immunitaire équilibrée et conduit à la production de lymphocytes T reconnaissant les protéines S du SARS-CoV-2. L'essai clinique de phase 1 comprenait 168 volontaires sains âgés de 18 à 60 ans et couvrait une gamme de doses de 2 à 12 µg[56],[57].

En novembre 2020, le laboratoire a dévoilé les données provisoires de la première partie, montrant que son traitement « était généralement bien toléré pour toutes les doses testées » et induisait une forte réponse immunitaire. La biotech allemande a annoncé le 14 décembre 2020 avoir recruté le premier participant à l'essai clinique de phase 2b/3. Dernière étape avant une future demande d'autorisation d'utilisation conditionnelle, cette étude ne réunira pas moins de 35 000 participants, et sera menée principalement en Europe et en Amérique latine. Le dosage retenu pour cette dernière étude est de 12 microgrammes. Une caractéristique du vaccin CureVac est qu’il utilise un ARN messager naturel, non modifié, pour déclencher une réponse immunitaire. Selon le patron de Curevac : Franz-Werner Haas, son produit nécessiterait également un dosage bien plus faible de seulement 12 microgrammes, contre 30 microgrammes pour BioNTech et 100 pour Moderna, permettant d’être fabriqué en masse plus rapidement.
Par ailleurs, l'Imperial College London a lancé en juin 2020 l'essai d'une formulation d'ARN auto-amplificateur (saRNA) à nanoparticules lipidiques (LNP) nommé LNP-nCoVsaRNA. Cette étude a reçu le soutien notamment du Medical Research Council et du National Institute for Health Research (en), tandis que le vaccin est produit pour la phase 1 par une société autrichienne.
Selon les premiers résultats des études publiés le 16 juin 2021, l'efficacité du vaccin serait seulement de 47%. Ceci est largement inférieure aux vaccins à ARNm de Pfizer-BioNTech et de Moderna. Des spécialistes expliquent les résultats par l'utilisation d'une dose trop faible et de nucléotides naturels entrainant une dégradation trop rapide de l'ARN. Le développement de ce vaccin a été interrompu.

### Autres vaccins à ARN pour humains
D'autres vaccins à ARN sont à l'essai clinique, contre des cancers,, depuis 2008, contre la grippe  depuis 2018 et contre la rage depuis 2009 (CV7201).
Il existe (en 2023) 23 vaccins autre que COVID en phase 1 concernant 13 maladies, 6 en phase 2 pour 3 maladies et 5 en phase 3 aussi pour 3 maladies. 
- Vaccin antigrippal — La recherche sur les vaccins antigrippaux à ARNm est soutenue dans l'Union européenne (UE) par des organismes tels que CORDIS, service d'information sur la recherche et le développement de l'UE[70], et par le projet UniVax[71], avec onze institutions de sept pays de l'UE[72]. Ces vaccins visent à la fois à bloquer la réplication virale dans les cellules infectées et à préparer le système immunitaire aux futurs variants du virus de la grippe[68].

En 2022, une équipe de l’université de Pennsylvanie met au point une vaccin à ARNm immunisant contre les 20 souches connues du virus de la grippe A ou B. Les résultats cliniques sur souris et sur furets montrent l’acquisition d'une immunité contre les 20 souches pendant 4 mois,.
- Vaccin antirabique — Ces vaccins utilisent de l'ARNm codant le principal antigène du virus de la rage, la glycoprotéine d'enveloppe dite protéine G. Des essais précliniques avec cet ARNm RABV encapsulé dans des nanoparticules lipidiques montrent que les souris et les primates non humains ont une meilleure réponse vaccinale. Ces résultats font actuellement l'objet d'un suivi dans des essais cliniques sur les humains[3].

- Vaccin personalisé anticancéreux — Le développement de tels vaccins n'en est qu'au début des essais cliniques. À partir d'un plasmide de production en ADN, l'ARNm est transcrit à l'aide d'ARN polymérases recombinantes avant d'être séparé, par un processus de purification en plusieurs étapes, de l'ADN, des produits de transcription trop longs, trop courts ou incorrects, ainsi que des nucléotides résiduels. Le potentiel de ces traitements exploratoires contre les cancers humains actuellement incurables reste à démontrer. Selon Steve Pascolo (chercheur à l'hôpital universitaire de Zurich) le 16 avril 2021, ils « donnent des résultats excellents, combinés à d'autres traitements »[75]. L'entreprise Transgene pense pouvoir mettre cette technologie à disposition à partir de 2026[76].

En juin 2021, la société BioNTech a engagé les essais cliniques de phase II (première injection chez un patient) d'un vaccin à ARNm dirigé contre le mélanome. Ce traitement en cours de développement est destiné à être administré en combinaison avec le cemiplimab à des patients présentant des mélanomes de stade 3 ou 4.
Des recherches utilisent des nanoparticules lipidiques ayant la capacité de cibler des organes et des tissus spécifiques, en ciblant prioritairement les ganglions lymphatiques. En effet, les antigènes tumoraux ne sont pas aussi étranger à l'organisme que les antigènes viraux et le vaccin peut entrainer des réactions immunitaires causant, notamment dans le cas des premiers vaccins contre le mélanome, une inflammation du foie. Cette nouvelle approche, permet d'obtenir une forte réponse de lymphocytes T CD8+ contre la tumeur. Associé à un médicament pour éviter que les cellules cancéreuses n'inhibent la réponse immunitaire, ce traitement a permis la rémission de souris atteintes de mélanome métastatique avec une mémoire immunitaire durable contre les cellules tumorales,.
En 2024, le NHS britannique recrute des patients souffrant de cancers de la vessie, colorectal, cutané, pulmonaire, du pancréas ou du rein, pour son programme Cancer Vaccine Launch Pad afin de développer avec BioNTech des vaccins à ARNm personalisés ciblant leur tumeur,[réf. non conforme].
- Vaccin contre le Zika — en phase d'essais[82].

- Candidat vaccin contre le VIH : Moderna initie une campagne d'essais cliniques de phase 1 pour un candidat vaccin contre le VIH[83].

### Vaccins vétérinaires à ARN
- Vaccin contre influenza porcine - depuis 2018[84]

## Réticence à la vaccination
Des campagnes de désinformation soutiennent que les vaccins à ARNm pourraient altérer l'ADN du noyau cellulaire. En fait, l'ARNm présent dans le cytosol se dégrade très rapidement avant d'avoir le temps de pénétrer dans le noyau cellulaire (les vaccins à ARNm doivent d’ailleurs être conservés à très basse température pour éviter la dégradation de l'ARNm). Un rétrovirus, qui peut lui aussi être constitué d'un ARN simple brin, pénètre dans le noyau cellulaire et utilise la transcriptase inverse pour y produire de l'ADN à partir de son ARN. Mais ce rétrovirus dispose de mécanismes spécifiques lui permettant d'entrer dans le noyau, alors que les ARNm vaccinaux n'ont pas ces mécanismes. À l'intérieur du noyau, la création d'ADN à partir d'ARN ne peut pas se produire sans une amorce, présente dans les rétrovirus, mais qui manquerait à l'ARNm vaccinal dans l'hypothèse où il serait rentré dans le noyau.

## Prix Nobel
Le 2 octobre 2023, Katalin Karikó et Drew Weissman sont récompensés du prix Nobel de médecine pour « leurs découvertes concernant les modifications des bases nucléosidiques ayant permis la mise au point de vaccins ARNm efficaces contre le Covid-19 ».